# Mauro Racca
Mauro Racca (* 3. April 1912 in Turin; † 27. April 1977 in Padua) war ein italienischer Säbelfechter.

## Erfolge
Mauro Racca wurde 1938 in Piešťany, 1947 in Lissabon, 1949 in Kairo und 1950 in Monte Carlo mit der Mannschaft Weltmeister. 1951 in Stockholm und 1953 in Brüssel folgte jeweils ein zweiter Platz im Mannschaftswettbewerb. Er nahm an zwei Olympischen Spielen in den Säbel-Konkurrenzen teil: 1948 belegte er in London mit der italienischen Equipe den zweiten Rang hinter Ungarn und erhielt gemeinsam mit Gastone Darè, Aldo Montano, Renzo Nostini, Vincenzo Pinton und Carlo Turcato die Silbermedaille. Bei den Olympischen Spielen 1952 zog er mit der Mannschaft erneut in die Finalrunde ein, die er mit ihr ein weiteres Mal hinter Ungarn auf dem zweiten Platz beendete. Neben Racca gewannen Gastone Darè, Renzo Nostini, Giorgio Pellini, Vincenzo Pinton und Roberto Ferrari die Silbermedaille.